# Beilschmiedia kweo
Beilschmiedia kweo är en lagerväxtart som först beskrevs av Gottfried Wilhelm Johannes Mildbraed, och fick sitt nu gällande namn av Robyns & Wilczek. Beilschmiedia kweo ingår i släktet Beilschmiedia och familjen lagerväxter. Inga underarter finns listade i Catalogue of Life.